# Matthew Upson
Matthew James Upson (Hartismere, 1979. április 18. –) angol válogatott labdarúgó.

## Pályafutása

### Luton Town
Upson Hartismere-ben, Suffolkban született. 1994-ben ifiként csatlakozott a Luton Town csapatához. 1996 áprilisában vált profivá. Néhány hónappal később, augusztusban játszotta le egyetlen meccsét a csapatnál a Rotherham United ellen.

### Arsenal
Upson 1997 májusában 2 millió fontért az Arsenalhoz igazolt. Ott azonban olyan, már befutott hátvédekkel kellett megküzdenie a csapatba kerülésért, mint Tony Adams, Steve Bould és Martin Keown, ráadásul sérülések is hátráltatták. Kevés lehetősége volt a bizonyításra, ráadásul 1999-ben térdszalag-sérülést szenvedett. 2000-ben a Nottingham Forestnél, 2001-ben pedig a Crystal Palace-nál fordult meg kölcsönben.
A 2001/02-es volt Upson utolsó teljes szezonja, melyet az Arsenalnál töltött. 22 alkalommal lépett pályára, ebből 14-szer a bajnokságban, ami miatt az idény végén ő is megkapta a bajnoki címért járó medált. 2002 februárjában eltört a lába, ami miatt lemaradt a szezon végéről és az FA Kupa-győzelemről is. 2002 szeptemberében három hónapra kölcsönvette a Reading. Az Ágyúsoknál már szinte lehetetlen lett volna számára bekerülni a csapatba Sol Campbell és Kolo Toure mellett.

### Birmingham City
A Birmingham City 2003 januárjában 1 millió fontért leigazolta Upsont. A vételár végül 3 millió fontig emelkedett a pályára lépések függvényében.
2006 áprilisában, az Aston Villa elleni rangadó előtti felkészülésen megsérült és ki kellett hagynia a szezon hátralévő részét. A Birmingham City végül kiesett a másodosztályba. Upson a csapatnál maradt, míg teljesen fel nem épült. Egy Plymouth Argyle elleni meccsen térhetett vissza a pályára és gólt is szerzett.

### West Ham United
2007. január 18-án a Birmingham City elutasította a West Ham United 4 millió fontos ajánlatát, majd később egy 6 milliós ajánlatra is nemet mondtak. Végül az átigazolási időszak utolsó napján mégis 6 millió fontban állapodtak meg a londoniakkal, de azzal a feltétellel, hogy a pályára lépések függvényében az össze 7,5 millió fontig emelkedhet. Upson négy és fél éves szerződést írt alá a West Hammel.
A játékos bemutatkozása nem sikerült jól, hiszen az Aston Villa elleni meccsen mindössze 30 percet töltött pályán, majd vádlisérülés miatt le kellett cserélni. 2007 márciusában egy Tottenham Hotspur ellen 4-3-ra elvesztett találkozón térhetett vissza, de 11 perc után ismét lesérült.
Upson 2007 augusztusában játszott először végig egy meccset a West Ham United színeiben. Akkor csapata 2-0-s vereséget szenvedett a Manchester City ellen. Egy héttel később csapatkapitányként lépett pályára egykori csapata, a Birmingham City ellen. 2007. december 29-én megszerezte első gólját a londoniaknál, amely győzelmet ért klubjának a Manchester United ellen.
2008 júliusában a West Ham Bobby Moore emlékére visszavonultatta a 6-os mezszámot, melyet addig Upson viselt. Azóta a 15-ös számú mez az övé.
2011. június 1-jén lejárt a klubbal a szerződése, és az új manager Sam Allardyce nem sokkal később bejelentette, hogy Upson elhagyta a West Hamet.

## Válogatott
Upsont 12 alkalommal hívták be az angol U21-es válogatottba, ahol két gólt szerzett. A 2002–03-as szezonban remekül játszott a Birmingham Cityben, így többször bekerült a felnőtt válogatott keretébe is. 2003 májusában mutatkozhatott be a Háromoroszlánosoknál Dél-Afrika ellen. Hétszer hívták be a nemzeti csapatba, míg a Birmingham játékosa volt.
Fabio Capello 2008 februárjában mutatkozott be az angol válogatott élén egy Svájc elleni barátságos meccsen, ahol Upson kezdő volt Rio Ferdinand mellett. Ez volt a játékos első válogatottsága körülbelül négy év után, összességében nyolcadik alkalommal viselhette a címeres mezt. Később a Kazahsztán elleni Vb-selejtezőn is kezdőként számított rá Capello, mivel John Terry sérült volt.
Upson 2008. november 19-én szerezte meg első gólját a válogatottban egy Németország elleni barátságos mérkőzésen. Végül az angolok 2–1-re nyertek, Upsont pedig a meccs legjobbjának választották.
A 2010-es Világbajnokságon a németek ellen Steven Gerrard beadásából gólt fejelt, de a csapat 4:1 arányban elvesztette a mérkőzést a nyolcaddöntőben.

## Külső hivatkozások
- Matthew Upson pályafutásának statisztikái a Soccerbase oldalon (angolul)

- Matthew Upson adatlapja a West Ham United honlapján